# Желю-Войвода
Желю-Войвода (болг. Желю войвода) — село в Болгарии. Находится в Сливенской области, входит в общину Сливен. Население составляет 2 407 человек.
До 1938 года село называлось Михайлово. Село расположено на левом берегу реки Тунджа.

## Политическая ситуация
В местном кметстве Желю-Войвода, в состав которого входит Желю-Войвода, должность кмета (старосты) исполняет Крум Стоянов Крумов (Порядок, законность и справедливость (РЗС)) по результатам выборов.
Кмет (мэр) общины Сливен — Йордан Лечков Янков (Граждане за европейское развитие Болгарии (ГЕРБ)) по результатам выборов.